# Sonny Igoe
Owen Joseph "Sonny" Igoe (Jersey City, 8 oktober 1923 - Ridgewood (New Jersey), 28 maart 2012) was een Amerikaanse jazz-drummer en bandleider.
Toen Igoe achttien was won hij een door Gene Krupa georganiseerde drumwedstrijd, waarna de beroemde drummer zijn mentor werd. Na zijn diensttijd begon hij zijn muzikale loopbaan bij Tommy Reed (1946/1947), daarna speelde hij bij Les Elgart (1947) en Ina Ray Hutton (1948). Ook speelde hij in die tijd kort bij de bebop-groep van Benny Goodman. 
Begin jaren vijftig was hij onder meer actief in The Herd van Woody Herman (1950-1952) en speelde daarin mee met de sessie met saxofonist Charlie Parker. In de periode 1953-1955 was hij lid van het kwintet van Charlie Ventura, vervolgens speelde hij in de band van Billy Maxsted. Hierna was Igoe voornamelijk actief als studio-muzikant. Hij werkte mee aan plaatopnames van onder meer Tony Bennett (1955), Jimmy Rainey (1956), Chuck Wayne (1957), Perry Como (1961) en Cozy Cole. 
In de jaren zestig speelde hij in achtereenvolgens de televisieorkesten van NBC en CBS. Met het laatste orkest drumde hij in de shows van Ed Sullivan en Jackie Gleason. Ook werkte hij als muziekpedagoog, dertig jaar lang ontving hij veertig studenten per week, waaronder Sue Evans en Robert Last. Begin jaren tachtig leidde hij met Dick Meldonian een bigband, waarmee hij een paar albums opnam. 
Igoe overleed aan de gevolgen van een hartaanval. Een van zijn kinderen is de drummer Tommy Igoe.

## Discografie
- Dick Meldonian and Sonny Igoe with Their Big Swing Jazz Band Play Gene Roland Music, Progressive Records, 1981 (Circle Records, 2005)
- Jersey Swing Concerts, Progressive, 1982